# Régulo Rico
Régulo Ramón Rico Lugo (Guatire, estat de Miranda, (Veneçuela), 30 de març, 1877 - idem. 20 de març, 1960), músic i compositor.
Va rebre classes particulars de música de mestre de capella guatireño, el compositor Henrique León (1854-1895) i Demetrio Farías. Autodidacta. Es va destacar en música litúrgica. Va ser mestre de capella i director de música a l'església a Guatire, l'any 1896.
Va fundar l'any 1900 el grup Unió o Societat Filharmònica, i l'Estudiantina Santa Cecília, el 1928; i va dirigir la Filharmònica del Districte Zamora, a l'Edo, Miranda.
Docent de cant, solfeig, violí, flauta, trombó i altres instruments de vent.
Va ser el primer mestre de música, de qui més endavant serà músic i compositor, Vicente Emilio Sojo (1887-1974), l'any 1896.
Compositor de misses, motets, simfonies, cançons, valsos i himnes.